# ورونیکا آمریکایی
ورونیکا آمریکایی (نام علمی: Veronica americana) نام یک گونه از سرده سیزاب است.